# Перерита
Перерита (рум. Pererîta) — село в Молдові в Бричанському районі. Утворює окрему комуну. Розташоване на лівому березі Прута, на кордоні з Румунією. Поблизу села є мальовничий природний заповідник.
На південь від села лежить пам'ятка природи Переритський прогин.
Згідно з даними перепису населення 2004 року, кількість українців — 29 осіб (1,5 %).

## Відомі люди
- Григорій Вієру — молдовський письменник.